# Hara hachi bun me
 (腹八分目 Hara hachi bun me?) (también escrito como hara hachi bu, y también erróneamente hari hachi bu) es una enseñanza del Confucianismo que indica que hay que comer hasta estar 80% lleno. La frase en Japonés se traduce como "Comer hasta estar ocho (de diez) partes lleno", o "estómago 80% lleno". Existe evidencia que seguir esta práctica lleva a tener un más bajo índice de masa corporal y un aumento en la longevidad, además de que puede ayudar a prevenir la demencia en los ancianos.

## Efectos

Tabla de índice de masa corporal

El bioquímico Clive McCay, profesor de la Universidad de Cornell en la década de 1930, informó que una restricción calórica significativa prolongaba la vida en animales de laboratorio. Los autores Bradley y Craig Wilcox junto con Makoto Suzuki argumentan que el hara hachi bun me puede actuar como una forma de restricción calórica y, por lo tanto, puede extender la esperanza de vida de las personas que practican esta filosofía. Toman como ejemplo el caso de Okinawa, cuya población se entre las más longevas en el mundo, pues creen que el hara hachi bun me ayuda a mantener un bajo índice de masa corporal (IMC) promedio en los Okinawanenses, y se piensa que esto se debe al retraso en las señales provenientes de los receptores de estiramiento del estómago, que ayudan a señalar la saciedad . El no practicar hara hachi bun me resulta en un estiramiento constante del estómago que a su vez aumenta la cantidad de comida necesaria para sentirse lleno.
Yoshida Iwase y colegas han investigado las razones por las cuales algunos centenarios son capaces de llegar a edades tan avanzadas sin signos de demencia, y entre otros factores, han descubierto que seguir la filosofía hara hachi bun me podría ayudar a tener marcadores neurológicos más saludables para las personas mayores.

## Okinawenses
Los okinawenses son parte de una cultura minoritaria y, aunque forman parte de Japón, son descendientes del Reino de Ryukyuan, y recibieron influencias de China continental. Okinawa tiene la proporción más alta de centenarios del mundo, aproximadamente 50 por cada 100.000 personas. Se sabe que sus habitantes practican hara hachi bun me, y como resultado, normalmente consumen entre 1.800 y 1.900 kilo-calorías por día. El índice de masa corporal (IMC) típico de las personas mayores es de aproximadamente 18 a 22, en comparación con un IMC típico de 26 o 27 para adultos mayores de 60 años en los Estados Unidos.

## En otras culturas
La filosofía de hara hachi bun me tiene sus equivalentes en otras culturas.

### China
De las enseñanzas de Confucio, que se remontan al siglo V a. C. en China, un proverbio que se encuentra en la medicina tradicional china afirma lo siguiente: "Chīfàn qī fēn bǎo, sān fēn han" (吃飯七分飽、三分寒) o "coma sólo 7 partes completas y use 3 partes menos").

### India
El principio de evitar el exceso al comer también aparece en la medicina ayurvédica, que se remonta al siglo IV a. C. en la India, plasmado en el proverbio que dice: "hay que llenar un tercio del estómago con líquido, otro tercio con comida y dejar el resto vacío".

## Influencia

### Filosofía Zen
En el libro de 1965 Los Tres Pilares del Zen, el autor cita a Hakuun Yasutani en su conferencia para principiantes zazen aconsejando a sus alumnos sobre el libro Zazen Yojinki (Precauciones a observar en Zazen), escrito alrededor del año 1300, que les aconsejaba no comer más del ochenta por ciento de su capacidad, reforzada por el proverbio hara hachi bun me. 

### Cultura estadounidense
El Hara hachi bun me se ha popularizado en los Estados Unidos por medio de la publicación de diversos libros acerca de dieta y longevidad.

## Ver también
- Restricción de calorías
- Mitahara